# سرگئی موسسیان
سرگئی موسسیان (ارمنی: Սերգեյ Մովսիսյան؛ زادهٔ ۳ نوامبر ۱۹۷۸) یک شطرنج‌باز اهل ارمنستان است.

## جوایز
وی همچنین برندهٔ جوایزی همچون مدال موسس خورناتسی شده است.
| به‌دلیل برخی مشکلات فنی، نمودارها موقتاً قابل مشاهده نیستند. اطلاعات بیشتر پیرامون این مشکل در فابریکاتور و وبگاه مدیاویکی در دسترس است. | |
| | به‌دلیل برخی مشکلات فنی، نمودارها موقتاً قابل مشاهده نیستند. اطلاعات بیشتر پیرامون این مشکل در فابریکاتور و وبگاه مدیاویکی در دسترس است. |